# Fédération colombienne de basket-ball
La Fédération colombienne de basket-ball, ou FCB (Federación Colombiana de Baloncesto) est une association, fondée en 1939, chargée d'organiser, de diriger et de développer le basket-ball en Colombie.
La FCB représente le basket-ball auprès des pouvoirs publics ainsi qu'auprès des organismes sportifs nationaux et internationaux et, à ce titre, la Colombie dans les compétitions internationales. Elle défend également les intérêts moraux et matériels du basket-ball colombien. Elle est affiliée à la FIBA depuis 1939, ainsi qu'à la FIBA Amériques.
La FCB organise également le championnat national.